# Achille Menotti Luppi
Achille Menotti Luppi (Pegognaga, 29 settembre 1867 – Mantova, 11 marzo 1946) è stato un politico italiano.
Achille Menotti Luppi può davvero essere considerato apostolo del socialismo e padre spirituale di Suzzara.

## Biografia
Achille Menotti Luppi nacque a Pegognaga nel 1867 e si trasferì a Suzzara da giovane per lavorare in un negozio di ferramenta. La sua indole e gli avvenimenti politici lo spinsero sin da giovane verso la lotta di classe. Già nel 1882 emerse il suo spirito socialista che lo porterà a fondare il primo “Circolo socialista”. Un primo risultato importante lo ottenne nel 1895 quando i rappresentanti dei lavoratori entrarono come minoranza in Consiglio comunale. Questi furono Menotti Luppi, Ovidio Giacomelli, Ireneo Manfredini, Pietro Aleotti, Antonio Bonazzi e Vittorio Fiorenzano.
Nel 1898, anno del governo reazionario di Pelloux, venne sciolta la Federazione Socialista e arrestati molti militanti suzzaresi. L'anno dopo, il 14 settembre, Menotti fu eletto sindaco, il primo sindaco socialista di Suzzara. Sotto la sua guida venne istituita la prima cooperativa di consumo che presto diventò anche di produzione chiudendo così nel cerchio del Proletariato anche la fruizione della merce-lavoro e eliminando lo sfruttamento capitalista. Nel 1904 fu riconfermato sindaco. In questi in cui gli industriali locali per reazione strinsero il pugno, per questo gli operai si organizzarono in manifestazioni e scioperi, tra cui il famoso sciopero delle maestranze della Casali del 1907. Luppi si schierò sempre al fianco degli operai in quegli anni di grande fervore, ma venne esiliato durante quelli del Fascismo. Tornò dopo 20 anni a Suzzara l'8 settembre 1943 per riprendere la carica da sindaco, che gli fu tolta il giorno successivo dai tedeschi, che occuparono Suzzara. Il figlio Arrigo fu assassinato da sicari fascisti nei pressi di Jolanda di Savoia (Ferrara) il 18 marzo 1944. Morì nel 1946.